# Ізмайловка (Новосергієвський район)
Ізма́йловка (рос. Измайловка) — село у складі Новосергієвського району Оренбурзької області, Росія.

## Населення
Населення — 148 осіб (2010; 176 у 2002).
Національний склад (станом на 2002 рік):
- росіяни — 74 %